# Amphicoma dundai
Amphicoma dundai es una especie de coleóptero de la familia Glaphyridae.

## Distribución geográfica
Habita en Shaanxi (China).